# 이란 카스티요
이란 카스티요(Irán Castillo, 1977년 1월 4일 ~ )는 멕시코의 배우, 가수이다.

## 앨범 목록
- Tiempos Nuevos (1997)
- Tatuada en tus besos (1999)
- Amanecer (2014)